# 채병덕
채병덕(蔡秉德, 일본식 이름: 오시마 헤이도쿠(大島秉徳: 대도병덕), 1916년 4월 17일 ~ 1950년 7월 27일)은 일제 강점기와 대한민국의 군인이다. 본관은 평강(平康)이다.

## 생애

### 출생
일제 강점기 평안남도 평양 이향리에서 출생하였다.

### 학력
- 평안남도 평양 종로보통학교
- 평안남도 평양고등보통학교
- 일본 육군사관학교
- 일본 육군포병학교
- 일본 육군공병학교
- 대한민국 군사영어학교 1기
- 대한민국 통위부 보병학교 졸업

### 가족 및 친척 관계
- 아버지 : 채관수
- 부인 : 백경화 (1913년 출생 ~ 1986년 하세) - 백홍석 장군의 차녀.
- 장인 : 백홍석 (일본 육군사관학교 27기 졸 이후 대한민국 육군사관학교 특3기 및 통위부 보병학교 졸업. 대한민국 육군 준장 예편.)

### 한국 전쟁 이전의 생애
1916년 평안남도 평양부 이향리 5-21번지에서 채관수(蔡觀洙)의 둘째 아들로 태어났다. 일본군 중좌(일본 육사 27기)였던 육군 소장 백홍석의 둘째 사위이다. 평양종로공립보통학교와 평양공립중학교를 졸업하였다. 일본 육군사관학교 예과에 입학해 1935년 3월 예과를 졸업했다. 규슈 사세보 중포연대에서 사관후보생으로 6개월을 복무한 후, 같은 해 9월 육군사관학교에 입학해 1937년 6월 49기로 졸업했다. 견습사관을 거쳐 일본군 육군소위로 임관해 사세보의 군항을 지키는 중포 장교로 복무했다.
1940년 일본군 포공학교를 졸업, 일본 육군병기학교 교관, 오사카 육군 조병창 공장장 겸 병기행정부 부원을 거쳐 일제 패망 당시 육군 포병 중좌로서 경기도 부평에 있는 육군 조병창 공장장으로 근무했다. 1945년 3월 여운형과 조동호가 조직한 건국동맹 세력과 두차례 접촉, 유사시에 무기공급에 대한 지원 약속을 하였다.
해방 후 장사를 하다가 군사영어학교에 들어가 1946년 1월 15일 졸업 후 바로 정위(正尉: 현재의 대위)로 임관, 같은 날 창설된 남조선국방경비대 제1연대장을 맡았다. 또한 1 보급 부대장·병기 부대 사령관·후방 부대 사령관·제4 여단장 등을 지냈다.
신성모의 추천으로 1948년 8월 2일 통위부 참모총장, 1948년 8월 15일 국방부 합동참모총사령관, 1948년 8월 16일 국방부 합동참모총장에 임명되었고, 1948년 12월 1일 육군 준장으로 승진하였다. 불과 두 달 지난 1949년 2월 1일에는 육군 소장으로 승진하였다.
1949년 5월 9일을 기하여 대한민국 국방부의 기구간소화로 종래의 육·해군을 통합지휘하던 국방부 참모총장 제도가 폐지되고 국방부장관이 통할하게 됨에 따라 신성모의 추천으로 1949년 5월 9일 제2대 육군총참모장이 되었다.
총참모장 재직 중 전력 증강을 위한 부대 증설, 교육 강화를 위한 각종 군사학교의 신설, 북한 대남유격대의 토벌 작전 수행 등의 많은 업적을 이룩하였다. 그러나 1949년 10월 남북한간의 물자교역과정에서 발생한 남북교역사건 및 제1사단장 김석원과의 갈등으로 참모총장직에서 해임, 예편되었다가 1949년 12월 14일 국방부 병기 행정 본부장으로 복귀하였고 1950년 4월 말에 제4대 육군총참모장 겸 육해공군총사령관으로 임명되었다.

### 한국 전쟁

#### 38선에서 특별한 경계조치의 부재
그러나, 야전군 지휘 경험이 아직 없는 특정 병기 장교 출신은 참모총장으로서 문제가 있었다. 취임 초기부터 여러 차례에 걸쳐 북한의 남침 정보를 접하여 1950년 5월 1일 전군 비상경계령을 내렸으나, 1950년 6월 23일 해제 하였다. 치명적으로 1950년 6월 24일 전방의 지휘관들의 인사이동을 단행하여 개전 초기 지휘혼란을 야기하였다. 채병덕은 그동안 38선에서의 무력 침공 사건이 발생하거나 대남유격대가 준동할 때마다 비상 경계의 형식으로 대처하였고, 또한 그것으로 실효를 거두어 특별한 경계조치를 하지 않았다.

#### 동두천과 포천에서 역습과 실패
정보국에서 북한군이 남침한다는 정보를 수없이 보냈지만 채병덕은 국군은 전투기와 전차 미군의 지원 없이 얼마든지 북한군을 격퇴할 수 있다고 허풍을 부렸다. 신성모의 허가를 받고 국군 병력 반 이상을 휴가보냈고 이에 정보국의 정보 분석과 북한 남침 경고를 무시하였다가 1950년 6월 발발한 한국전쟁에서 서울이 함락되는 등 패전을 거듭하였다. 채 참모총장은 휴가외출보낸 병력을 복귀 명령내리고 육사교도대 생도 1기(262명) 및 2기(227명)를 포천 전투에 투입하라고 명령하였다.(6월 25일 오후) 이 국군의 동두천과 포천 역습은 결국 실패한다.
한국전쟁이 발발한 날(6월 25일), 오후 2시에 열린 국무회의에서 채병덕은 “적의 전면공격은 아닌 것 같으며 이주하, 김삼룡을 탈취하기 위한 책략으로 보인다”고 답했다.  다음날(6월 26일) 오후의 국무회의에서는 서울 사수를 공언하였고 명령만 있으면 나흘 안에 평양을 점령할 수 있다고 호언장담하기도 했다.

#### 중대한 패전의 책임
맥아더가 상황을 파악하기 위해 도쿄에서 날아와 잠시 이승만을 만났을 때 채병덕의 해임을 건의했다고 한다. 1950년 6월 28일 한강철교가 폭파되자 더글러스 맥아더는 이승만이 보는 앞에서 채병덕에게 한강방어선에 대해 지휘관으로서 어떻게 지휘할 것인지를 물었다. 그러나 채병덕은 이에 대해 우물쭈물 거리며 200만 남한 청년들을 동원해 훈련시켜 침략을 격퇴하겠다고 답하자. 맥아더는 채병덕이 보는 앞에서는 이승만에게 채병덕을 칭찬했으나 그날 저녁 맥아더는 바로 이승만과의 독대면을 요구하였고 이승만과의 독대면에서 불같이 화를 내며 채병덕의 경질을 요구했다. 결국 채병덕은 1950년 6월 30일 육군참모총장에서 해임되어 '경남 지구 편성군 사령관'이란 직책으로 좌천되었다. 그러나 이 마저도 말이 사령관일 뿐 실제 채병덕에게 부여된 병력은 1개 대대 정도에 지나지 않았다. 1964년 한강 인도교 폭파에 대한 재심에서 채병덕이 실질적 책임자인 것으로 결론지어졌다.

#### 경남 방어 전선에서 전사
1950년 7월 23일 국방부장관 신성모는 채병덕에게 편지 한 통을 보냈다. "귀하는 서울을 잃고 중대한 패전을 당했다. 책임은 중하고 크다. 그런데 지금 조선인민군은 전남에서 경남으로 지향하고 있다. 이 적을 막지 않으면 전 전선이 붕괴될 것이다. 귀하는 패주 중인 소재 부대를 지휘해서 적을 격퇴하라. 귀하는 선두에 서서 독전할 필요가 있다."
이 명령으로 채병덕은 남해안을 돌아 공격하여오는 적을 저지하기 위해 출전하였다가 7월 27일 하동 고개에서 인민군 6사단의 매복작전에 걸려들어 전사했다. (하동 전투) 훗날 채병덕 살해 음모가 제기되기도 했다.

## 사후
대한민국 정부는 채병덕이 전사하자 1계급 특진시켜 중장을 추서하였다.

## 채병덕을 연기한 배우
- 손창호 - 1981년 《제1공화국》 MBC 드라마
- 최헌철 - 1985년 《새벽》 KBS1 드라마
- 김성원 - 1985년 《오성장군 김홍일》 KBS1 드라마
- 심양홍 - 1990년 《반민특위》 MBC 드라마
- 남영진 - 2002년 《야인시대》 SBS 드라마

## 참고 자료
- 한국전쟁사 1(국방부 전사편찬위원회, 1968)
- 육군참모총장 연대지 1(육군본부, 1970)
- 悲劇의 軍人들(李起東, 一潮閣, 1982)
- 한국역대인물종합정보시스템